# Жлебова горска костенурка
Жлебовите горски костенурки (Rhinoclemmys areolata) са вид влечуги от семейство Азиатски речни костенурки (Geoemydidae).
Разпространени са в гористи местности в равнините на Централна Америка. Достигат дължина на черупката около 21 сантиметра. Хранят се главно с плодове и млади растителни издънки.